# Еноска епархия
 Тази статия е за историческата и православната епархия.  За римокатолическата вижте Еноска епархия (Римокатолическа църква).  
Еноската епархия (на гръцки: Ιερά Μητρόπολη Αίνου) e титулярна епархия на Вселенската патриаршия. Диоцезът съществува от ранното средновековие до 1922 година със седалище в тракийския град Енос (Енез), Турция. Титлата на предстоятеля е Митрополит еноски, ипертим и екзарх на целите Родопи (Ο Αίνου, υπέρτιμος και έξαρχος πάσης Ροδόπης), която след 2002 година е вакантна.

## История
Еноската митрополия граничи с Ираклийската на север и изток, с Бяло море на юг и с Дедеагачката на запад. Друг важен град освен Енос на територията на митрополията е Кипсала (Ипсала).
Енос, еолийска колония от VII век пр. Хр., е епископия, подчинена на Траянуполската митрополия. Между 527 и 565 година е повишена в архиепископия, а преди 1032 става митрополия. В 1384 година градът попада в ръцете на Генуезката република, а в 1456 е завладян от османските турци. В 1885 година новоразрастналият се град Дедеагач с областта си е прехвърлен от Маронийската епархия в Еноска и скоро той става център на епархията. Така в 1877 година епархията е прекръстен на Еноска и Траянуполска.
Православното гръцко население в частите на епархията, останали в 1922 година в Турция, е изселено в Гърция по споразумението за обмен на население между Турция и Гърция.

## Митрополити
| Име         | Име                   | Управление                           | Забележка                                                | Години            |
| ----------- | --------------------- | ------------------------------------ | -------------------------------------------------------- | ----------------- |
| Тимотей     | Τιμόθεος              | януари 1760 - юли 1772 †             | от еласонски е.                                          | ? - 1772          |
| Дионисий    | Διονύσιος             | юли 1772 – 1807 †                    |                                                          | ? – 1807          |
| Матей II    | Ματθαίος Μέγαλος      | февруари 1807 – юни 1821             | в солунски м.                                            | ? – 1831          |
| Григорий    | Γρηγόριος             | юни 1821 - май 1831                  | уволнен, по-късно доростолски м.                         | ? – 1840          |
| Кирил       | Κύριλλος              | май 1831 - март 1847                 | в амасийски м.                                           | около 1800 – 1872 |
| Софроний    | Σωφρόνιος             | 7 март 1847 - 24 август 1850         | от анхиалски м., в критски                               | 1789 – 1855       |
| Игнатий     | Ιγνάτιος              | 25 август 1850 – 8 февруари 1851     | в касандрийски м.                                        | 1814 – 1867       |
| Софроний    | Σωφρόνιος             | февруари 1851 - 1855 †               | по-рано критски м.                                       | 1789 – 1855       |
| Гавриил     | Γαβριήλ               | 11 юли 1855 - 17 юли 1867 †          | от димитриадски м.                                       | ? – 1867          |
| Мелетий II  | Μελέτιος              | 24 август 1867 – 3 април 1872        | по-рано ловчански е., подал оставка                      |                   |
| Мелетий III | Μελέτιος Καβάσιλας    | 3 април 1872 – 12 март 1873          | от неокесарийски м., в управляващ китроска е.            |                   |
| Доротей II  | Δωρόθεος              | 12 март 1873 – 2 септември 1877 †    | от китроски е.                                           | ? – 1877          |
| Антим       | Άνθιμος               | 11 октомври 1877 - 15 октомври 1888  | от парамитийски м., в анхиалски м.                       | 1827 – 1913       |
| Лука        | Λουκάς Πετρίδης       | 15 октомври 1888 – 22 май 1899       | от серски м., в дринополски м.                           | ? – 1912          |
| Герман I    | Γερμανός Θεοτοκάς     | 22 май 1899 - 8 август 1903          | от мирски т.е. (3 юли 1893), в лероски м.                | 1845 – 1918       |
| Леонтий     | Λεόντιος Ελευθεριάδης | 8 август 1903 – 27 януари 1907       | от касандрийски м., уволнен                              | ? – януари 1918   |
| Йоаким II   | Ιωακείμ Γεωργιάδης    | 27 януари 1907 - 20 декември 1923    | от христуполски т.е. (1 декември 1902), в халкидонски м. | 1875 – 1927       |
| Герман II   | Γερμανός Γαροφαλίδης  | 3 септември 1936 - 22 януари 1962 †  | от авидоски т.е. (25 март 1931)                          | 1893 – 1962       |
| Апостол     | Απόστολος Παπαϊωάννου | 13 февруари 1975 - 28 ноември 1977 † | от карпатоски м.                                         | 1915 – 1977       |
| Максим      | Μάξιμος Αγιωργούσης   | 24 ноември 1997 - 20 декември 2002   | от питсбъргски е., в питсбъргски м.                      | 1935 -            |